# Due (Raf)
Due è un singolo del cantante italiano Raf, pubblicato nel 1993 come secondo estratto dall'album Cannibali.

## Descrizione
Due è stata scritta da Cheope (Alfredo Rapetti). Questa canzone è stata presentata il 21 settembre 1993 a Vota la voce, manifestazione canora organizzata dal settimanale TV Sorrisi e Canzoni e trasmessa su Canale 5. Come il precedente singolo Il battito animale, anche Due ottenne buoni risultati di vendita arrivando alla quinta posizione della classifica di vendita stilata dalla rivista Musica e dischi.
Il brano è stato reinciso da Raf in nuove versioni in occasione della pubblicazione di raccolte dei suoi successi: due nuove versioni sono state inserite nelle raccolte Collezione temporanea del 1996 e Le ragioni del cuore del 2012, e nel 2024 una versione con la partecipazione di Elodie nell'EP RAF40: The Unreleased Duets.

## Video musicale
Il brano è stato accompagnato da un videoclip girato in bianco e nero ambientato a Berlino, che vede come protagonista femminile accanto a Raf un'allora esordiente Anna Falchi.

## Tracce
- CD singolo[4]

1. Due (Due) – 5:00
2. Due (Extended Version) – 7:23
3. Due (Soft Version) – 5:00
4. Il battito (Jova alle radio Mix) – 4:28
5. Il battito animale (Tribale/Tam Tam Mix) – 4:23
6. Il battito animale (Extended Remix) – 7:21

- 45 giri, 12 pollici[5]

1. Due (Extended Version) – 7:23 – Lato A
2. Due (Due) – 5:00 – Lato B1
3. Due (Soft Version) – 5:00 – Lato B2

## Classifiche

### Classifiche settimanali
| Classifica (1993) | Posizione massima |
| ----------------- | ----------------- |
| Italia            | 5                 |

### Classifiche di fine anno
| Classifica (1993) | Posizione |
| ----------------- | --------- |
| Italia            | 34        |

## Cover
- Nel 2006 Laura Pausini ha realizzato una cover del brano inserita nell'album Io canto.